# Индер
Индер (на казахски: Индер; на руски: Ивдер) е безотточно солено езеро в Западен Казахстан, в северната част на Атърауска област, разположено на 10 km източно от река Урал, на -27 m н.м., в южното подножие на Индерските височини.
Езерото има овална, леко удължена от северозапад на югоизток форма с дължина 13 km, ширина 11 km, площ около 110 km², брегова линия около 40 km, дълбочина 0,7 m. Подхранва се от многочислени подземни засолени води, които изобилстват по бреговете му, а общата му водосборна площ е 425 km². Под тънкото водно огледало е разположен дебел слой от сол с мощност 10 – 15 m, от който се извършва промишлен добив на висококачествена сол, богата на калий, бром и бор. На 9 km северозападно от него е разположено сгт Индерборски.

## Топографска карта
- М-39 М 1:1000000[2]